# Neoplan Neobody
Neoplan Neobody – model autobusu wysokopokładowego produkowany przez zakłady Neoplan w Plauen, i Neoplan Polska w Bolechowie.

## Historia
Został po raz pierwszy zaprezentowany na targach motoryzacyjnych RAI w holenderskim Maastricht w 1996 r. Był oferowany jako zabudowa na podwoziach dostarczanych przez europejskich producentów - MAN, Mercedes-Benz, Volvo (później również Csepel) co obniżało koszty produkcji i cenę zakupu. Tworzony z myślą o eksporcie był plasowany w gamie modelowej producenta niżej od rodziny Transliner, dzieląc z nią ten sam typoszereg (tj. N316 SHD) i nadwozie. Początkowo oferowany na rynkach Europy Wschodniej, zyskał popularność w krajach Europy Zachodniej - Wielkiej Brytanii, Francji, Włoszech i Holandii, sprzedając się w 80 egzemplarzach w ciągu pierwszego roku sprzedażowego. W późniejszym okresie montaż Neobody został ulokowany również w zakładach Neoplan Polska w Bolechowie. Stanowił konkurencję dla MAN Lion's Coach i Mercedes-Benz O350 produkowanych w Turcji. W 1999/2000 r. produkcja modelu Neobody została zakończona wraz ze dyskontynuacją serii Transliner.